# Ana de Ávila Chagas
Ana de Ávila Chagas, baronesa de Candiota (Herval, Rio Grande do Sul, c.1820 — Porto Alegre, 14 de outubro de 1897) foi uma nobre, estancieira e filantropa brasileira.

## Origens
Filha do estancieiro e militar farroupilha Francisco Antônio de Ávila, morto em 1837 enquanto prisioneiro das forças imperiais a bordo de navio ancorado no porto de Rio Grande, Ana de Ávila casou-se em 1841 com seu primo Luís Gonçalves das Chagas, futuro barão de Candiota. Era irmã do senador Henrique Francisco d'Ávila, presidente da então Província do Rio Grande do Sul nos anos de 1880 e 1881.

## Proprietária rural
Com base na herança de seu pai e em posteriores aquisições, Ana de Ávila Chagas construiu, ao lado de seu marido, um dos maiores patrimônios rurais da história do Rio Grande do Sul, com propriedades nos atuais municípios de São Gabriel, Santa Maria, São Vicente do Sul, Lavras do Sul, Bagé, Pinheiro Machado e Candiota.

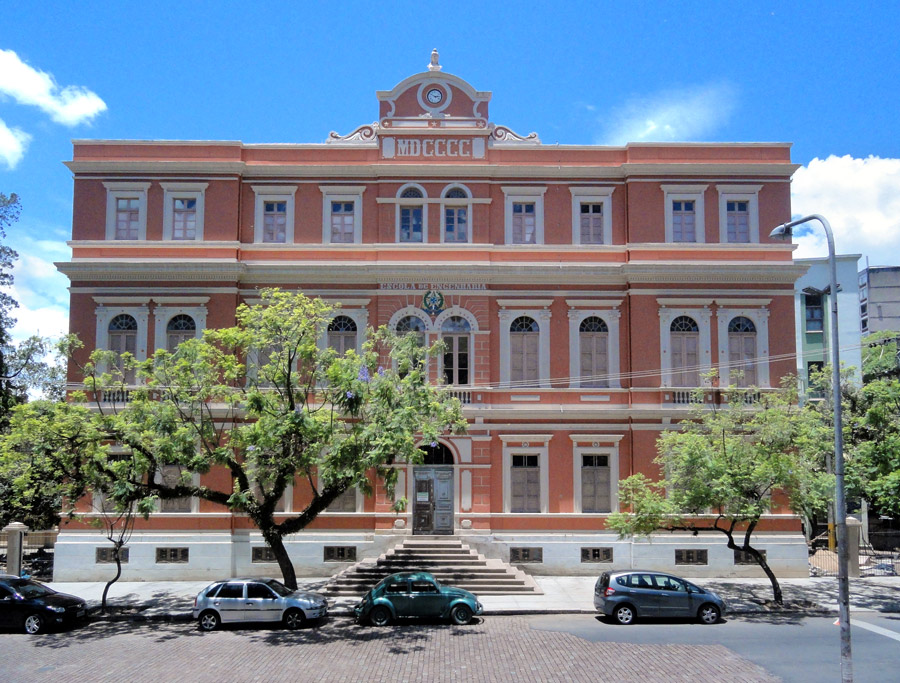
Prédio histórico da Escola de Engenharia

## Patrocinadora da Escola de Engenharia de Porto Alegre
Em 1896, Ana de Ávila Chagas doou o patrimônio inicial necessário para a fundação da Escola de Engenharia de Porto Alegre e a contratação de 50 professores estrangeiros, principalmente alemães. A primeira lista de doadores também incluiu sua filha Emília Gonçalves das Chagas Ribeiro. Cerca de quarenta anos depois, a faculdade de engenharia serviria de núcleo principal para a criação da Universidade Federal do Rio Grande do Sul (UFRGS).

## Família
A baronesa e o barão de Candiota tiveram onze filhos que chegaram à idade adulta, entre os quais Francisco Gonçalves das Chagas, primeiro prefeito de São Gabriel. Os descendentes do casal incluem o economista Dênio Chagas Nogueira, primeiro presidente do Banco Central do Brasil, o almirante Sérgio Gitirana Florêncio Chagasteles, último ministro de Estado da Marinha e primeiro comandante da Marinha do Brasil, e o executivo João Augusto Chagas Pestana, formado na Escola de Engenharia da UFRGS e primeiro presidente do conselho da Rio Grande Energia.